# Guararema
Guararema este un oraș în São Paulo (SP), Brazilia.